# Dodecascheno

Mappa dell'antico Egitto all'epoca romana e del Dodecascoeno subito a sud della prima cataratta.

Il Dodecascheno (in latino Dodecaschoenus ed in greco Δωδεκάσχοινος Dōdekàschoinos) fu un distretto del sud dell'Antico Egitto che prese il suo nome dalla misura di questo territorio pari a dodici scheni (pari a 120 km attuali). La frontiera settentrionale si trovava presso File (nei pressi dell'attuale Assuan) mentre al sud, presso Pselchis (l'attuale Dakka).

## Storia
I territori del Dodecascheno, che facevano parte della bassa Nubia, durante il periodo arcaico e nel periodo classico rimasero molto probabilmente sotto la dominazione egiziana, in quanto è praticamente impossibile separare la civiltà nubiana da quella egizia, poiché la Nubia fu più volte vassalla o addirittura annessa al potente regno egizio. 

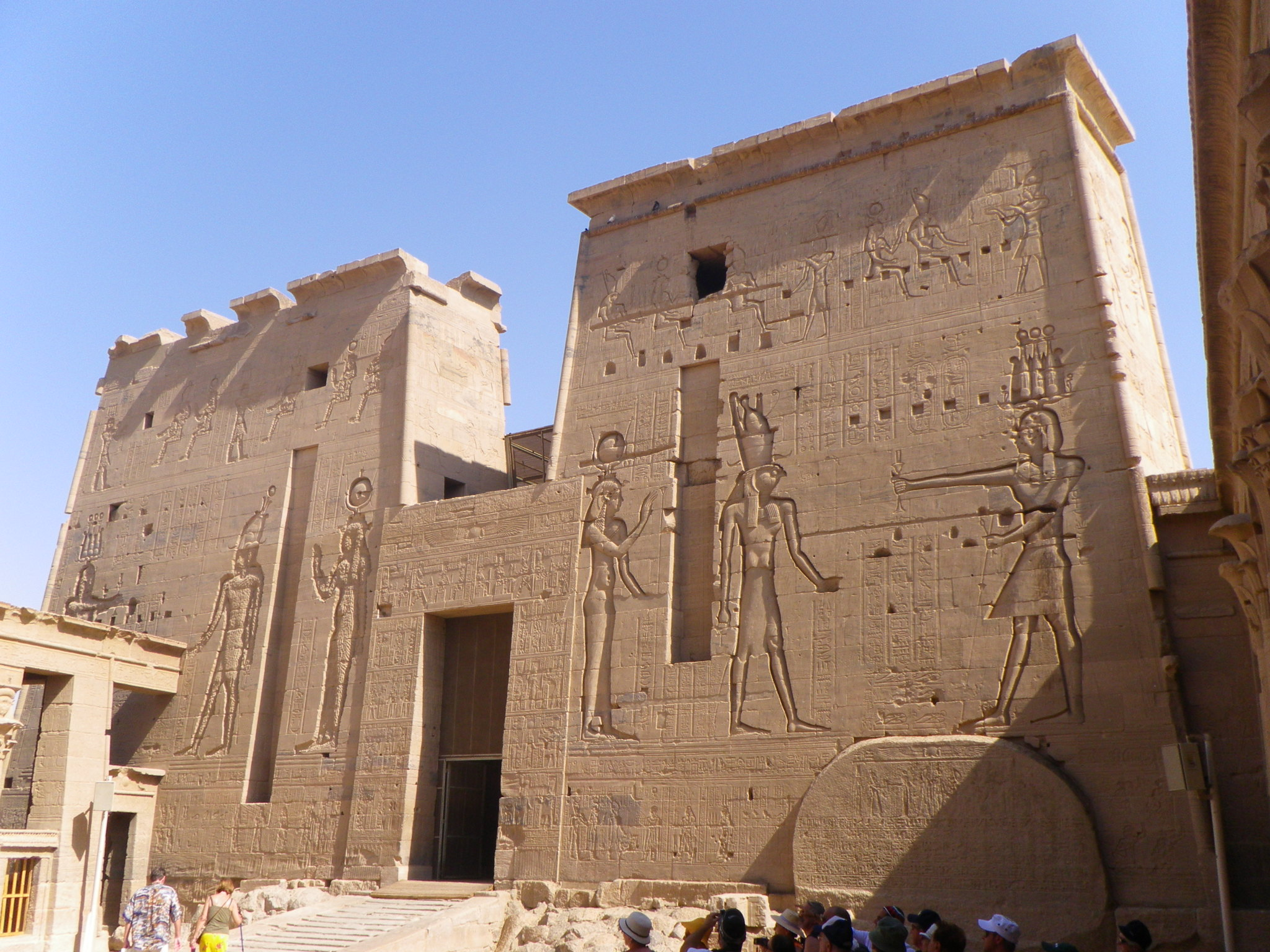
Il Tempio di Iside (Isola di File), in basso a destra la stele del Dodecascheno

Fino al 280 a.C., addirittura, la scrittura nubiana era il geroglifico. Tutte le fonti storiche di cui disponiamo sul paese sono di provenienza egizia. Dai dati più recenti sembra emergere che, prima dell'avvento del regno unitario del faraone Narmer, o Menes, nel 3200 a.C. circa, l'Egitto fosse diviso in due regni, quello settentrionale e quello meridionale. Quello meridionale estendeva il suo territorio circa fino alla Terza Cataratta, quindi comprendente anche gran parte della Nubia classica e quindi l'intero Dodecascheno.
I Romani unirono questo distretto alla provincia egiziana ai tempi di Augusto (nel 30 a.C.). Questi territori rimasero uniti all'Impero romano fino a quando nel 298, l'imperatore Diocleziano, al termine di una rivolta sorta in Egitto e soffocata nel sangue, fece sì che fosse ripristinata la circolazione lungo le coste del Mar Rosso, ma i territori del Dodecascheno furono abbandonati  ed affidati ai Nobati, come federati contro i Blemmi.

### Fontiprimarie
- Procopio di Cesarea, Guerre: persiana, vandalica e gotica, I.
- Strabone, Geografia.
- Zosimo, Storia nuova, libro I.

### Fonti secondarie
- (EN) Robert B. Jackson, At Empire's Edge. Exploring Rome's Egyptian Frontier, New Haven & London, Yale University Press, 2002, ISBN 0-300-08856-6.
- Santo Mazzarino, L'impero romano, Bari, Laterza, 1973, ISBN 88-420-2377-9.